# Бен Гайбон
Бен Гайбон(англ. Ben Hibon; *16 травня 1977 року, Женева) — режисер, сценарист.

## Біографія
Народився в Женеві, Швейцарія. Навчався образотворчому мистецтву. У 1996 переїздить до Лондону для навчання графічному дизайну.

## Фільмографія

### Режисер
- 2002 — Рай — короткометражна стрічка;
- 2006 — Мисливці за кодом (Codehunters) — анімаційний телесеріал;
- 2007 — Небесний меч (Heavenly Sword)- відеогра;
- 2012 — Пен

### Режисер мультиплікації
- 2005 — Кіллер 7 — відеогра;
- 2005 — (Tôkyô zonbi)
- 2010 — Гаррі Поттер і смертельні реліквії 1 («Казка про трьох братів»)